# Charles McDermott

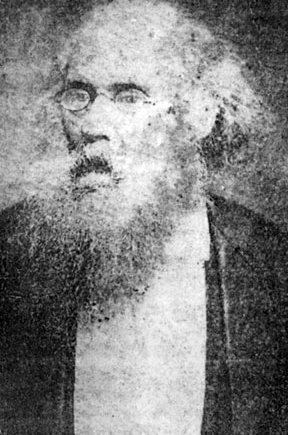
Charles M. McDermott

Charles M. McDermott (22 tháng 9 năm 1808 - 13 tháng 10 năm 1884) là một bác sĩ và nhà phát minh người Mỹ. Ông được tuyên bố đã được cấp bằng sáng chế đầu tiên của Mỹ cho một chiếc máy bay không chạy bằng điện, vào năm 1872.
McDermott là con trai của Pulling và Emily McDermott, sinh ra tại Giáo xứ West Feliciana, Louisiana, vào năm 1808 và từ St. Francisville, trong giáo xứ đó, ông vào Đại học Yale năm 1825 và tốt nghiệp năm 1828. Ông đã nhận nghề y như một nghề, và sau khi hành nghề tại giáo xứ quê hương ông. Ông chuyển đến Quận Chicot, phía đông nam Arkansas, vào năm 1842, nơi ông đã kiếm được khối tài sản đáng kể từ việc trồng, nhưng đã mất trắng bởi Nội chiến Hoa Kỳ, cũng là nguyên nhân khiến các con của ông bị giết.
Ông đã thực hiện một số phát minh (như máy bay, máy hái hoa và nêm rỗng) được cấp bằng sáng chế. Ông là một trưởng lão trong Giáo hội Trưởng lão. Ông qua đời vì bệnh tim, tại nhà riêng, Trạm Derrnott, Quận Chicot, Arkansas, ngày 13 tháng 10 năm 1884, khi ông 76 tuổi..
Ông kết hôn tại St. Francisville, vào năm 1833, Hittie S. Smith, người mà ông có 16 đứa con, 7 trong số họ sống sót. Vợ ông mất năm 1880.
1. ↑  "Charles M. McDermott (1808–1884) - Encyclopedia of Arkansas". www.encyclopediaofarkansas.net. Truy cập ngày 27 tháng 11 năm 2015.